# بوخهولتس (زاکسن-آنهالت)
بوخهولتس (به آلمانی: Buchholz) یک منطقهٔ مسکونی در آلمان است که در اشتندل واقع شده‌است. بوخهولتس ۲۹۴ نفر جمعیت دارد.